# Komiks (czasopismo)
Komiks (początkowo pod nazwą Komiks–Fantastyka) – polski magazyn komiksowy wydawany w latach 1987–1995. Początkowo jako kwartalny dodatek do czasopisma Fantastyka, później niezależne czasopismo. Ogółem pojawiły się 42 numery. W odróżnieniu od wcześniej dostępnego na polskim rynku magazynu Relax na łamach komiksu ukazywały się na ogół całe albumy komiksowe.
W latach 1987–1990 pojawiło się 10 numerów kwartalnika pod tytułem Komiks–Fantastyka, z czego ostatni łączył dwa numery – 10 i 11. Wydawany przez RSW „Prasa-Książka-Ruch”.
W latach 1990–1995 ukazało się 32 numery, wydawane ze zmienną częstotliwością.
Na jego łamach wydano w Polsce takie komiksy jak: Rork, Yans, Funky Koval, a po zmianie tytułu dodatkowo Wieczna wojna, Pelissa, Valerian, Wiedźmin czy ponownie Funky Koval. Oprócz komiksów, pismo drukowało także publicystykę specjalistyczną.

## Spis numerów

### Komiks–Fantastyka, wyd.RSW „Prasa-Książka-Ruch”[6]
- 1987
  - 1/87 (1) – Funky Koval: Bez oddechu (1)[7]
- 1988
  - 1/88 (2) – Yans: Przybysz z przyszłości (1)
  - 2/88 (3) – Funky Koval: Sam przeciw wszystkim (2)[7]
  - 3/88 (4) – Yans: Więzień wieczności (2)
  - 4/88 (5) – Yans: Mutanci z Xanai (3)
- 1989
  - 1/89 (6) – Yans: Gladiatorzy (4)
  - 2/89 (7) – publicystyka
  - 3/89 (8) – Rork: Fragmenty (1)
  - 4/89 (9) – Rork: Przejścia (2)
- 1990
  - 1–2/90 (10–11) – publicystyka i krótkie formy

### Komiks, wyd. Kant Imm
- 1990[8]
  - 1/90 (1): Pelissa 1: Muszla Ramora
  - 2/90 (2): Yans 5: Prawo Ardelii
  - 3/90 (3): Wieczna wojna 1: Szeregowiec Mandella
  - 4/90 (4): Valerian 1: Miasto Niespokojnych Wód
  - 5/90 (5): Valerian 2: Cesarstwo Tysiąca Planet
  - 6/90 (6): Rozbitkowie czasu: Uśpiona gwiazda
- 1991
  - 1/91 (7): Pelissa 2: Świątynia Zapomnienia
  - 2/91 (8): Valerian 3: Kraina bez gwiazd
  - 3/91 (9): Valerian 4: Witajcie na Alflololu
  - 4/91 (10): Wieczna wojna 2: Porucznik Mandella

### Komiks, wyd.Prószyński i S-ka
- 1991
  - 5/91 (11): Pelissa 3: Łowca
  - 6/91 (12): Wieczna wojna 3: Major Mandella
- 1992
  - 1/92 (13): Funky Koval 1: Bez oddechu
  - 2/92 (14): Funky Koval 2: Sam przeciw wszystkim
  - 3/92 (15): Pelissa 4 cz.I; Kwestia czasu: Majsterkowanie
  - 4/92 (16): Pelissa 4 cz.II; Kwestia czasu: Entropia, 8 i 1/2
  - 5/92 (17): Funky Koval 3: Wbrew sobie
  - 6/92 (18): Burton i Cyb 1: Kosmiczni rabusie
- 1993
  - 1/93 (19): Kapryśna księżniczka
  - 2/93 (20): Kwestia czasu; publicystyka
  - 3/93 (21): Kryształowa szpada 1: Woń zgryźliwców
  - 4/93 (22): Burton i Cyb 2: Kosmiczni rabusie
  - 5/93 (23): Kryształowa szpada 2: Spojrzenie Wenloka
  - 6/93 (24): Storm: Piraci z Pandarwu
  - 7/93 (25): Storm: Labirynt śmierci
  - 8/93 (26): Wiedźmin 1: Droga bez powrotu
  - 9/93 (27): Wiedźmin 2: Geralt
  - 10/93 (28): Wiedźmin 3: Mniejsze zło
- 1994
  - 1/94 (29): Kryształowa szpada 3: Dotyk Mangrowii; publicystyka
  - 2/94 (30): Wiedźmin 4: Ostatnie życzenie
- 1995
  - 1/95 (31): Wiedźmin 5: Granica możliwości
  - 2/95 (32): Wiedźmin 6: Zdrada